# Euphonia
Euphonia Desmarest, 1806 è un genere di uccelli passeriformi della famiglia Fringillidae. Al genere vengono ascritti gli uccelli noti col nome di eufonie o organisti.

## Etimologia
Il nome scientifico del genere, Euphonia, deriva dalla parola greca φωνη (phōnē, "voce") cui si aggiunge il prefissoide εu- (eu, "buono"), col significato di "bella voce" (confrontare con "eufonia").

## Descrizione
Al genere vengono ascritti uccelli di piccola taglia (9–12 cm di lunghezza) dall'aspetto tozzo e massicico, muniti di becco conico e corto, ali appuntite e coda squadrata.
La livrea si presenta anche piuttosto differente fra le varie specie, mostrando tuttavia come tratti comuni l'area ventrale e la calotta di colore giallo o rossiccio, mentre il resto di testa e dorso è generalmente di colore blu scuro, nero o bruno, talvolta con riflessi metallici. Il dimorfismo sessuale è sempre presente, con femmine dalla colorazione molto più sobria, dominata dalle tonalità del bruno.

## Biologia
Le eufonie sono uccelli diurni, che vivono da soli o in coppie e passano la maggior parte del tempo alla ricerca di cibo nel folto della vegetazione: la loro dieta è essenzialmente frugivora, comprendendo in massima parte frutti e bacche (soprattutto Loranthaceae, alle quali molte specie sono strettamente legate), ma anche insetti.

Si tratta di uccelli monogami che costruiscono nidi a palla: ambedue i sessi collaborano alla costruzione del nido ed all'allevamento della prole.

## Distribuzione e habitat
Le specie ascritte al genere occupano un vasto areale che comprende buona parte del Sudamerica centrale e settentrionale, oltre che l'America centrale a sud del Messico ed alcune isole dei Caraibi.
Il loro habitat è rappresentato dalle aree alberate tropicali, subtropicali o anche secche e semiaride, sia montane che di pianura.

## Tassonomia
Se ne riconoscono ventisette specie:
| - Euphonia jamaica (Linnaeus, 1766) - eufonia della Giamaica - Euphonia plumbea Du Bus de Gisignies, 1855 - eufonia plumbea - Euphonia affinis (Lesson, 1842) - eufonia di macchia - Euphonia luteicapilla (Cabanis, 1861) - eufonia corona gialla - Euphonia chlorotica (Linnaeus, 1766) - eufonia golapurpurea - Euphonia trinitatis Strickland, 1851 - eufonia di Trinidad - Euphonia concinna Sclater, 1855 - eufonia fronte di velluto - Euphonia saturata (Cabanis, 1861) - eufonia corona aranciata - Euphonia finschi Sclater & Salvin, 1877 - eufonia di Finsch - Euphonia violacea (Linnaeus, 1758) - eufonia violacea - Euphonia laniirostris d'Orbigny & Lafresnaye, 1837 - eufonia beccoforte - Euphonia hirundinacea Bonaparte, 1838 - eufonia golagialla - Euphonia chalybea (Mikan, 1825) - eufonia golaverde - Euphonia elegantissima (Bonaparte, 1838) - eufonia monaca - Euphonia cyanocephala (Vieillot, 1819) - eufonia groppadorata - Euphonia musica (Gmelin, 1789) - eufonia delle Antille - Euphonia fulvicrissa Sclater, 1857 - eufonia dal sottocoda fulvo - Euphonia imitans (Hellmayr, 1936) - eufonia corona maculata - Euphonia gouldi Sclater, 1857 - eufonia di Gould - Euphonia chrysopasta Sclater & Salvin, 1869 - eufonia ventredorato - Euphonia mesochrysa Salvadori, 1873 - eufonia verde-bronzata - Euphonia minuta Cabanis, 1849 - eufonia minuta - Euphonia anneae Cassin, 1865 - eufonia corona fulva - Euphonia xanthogaster Sundevall, 1834 - eufonia ventrearancio - Euphonia rufiventris (Vieillot, 1819) - eufonia rufiventre - Euphonia pectoralis (Latham, 1801) - eufonia ventrecastano - Euphonia cayennensis (Gmelin, 1789) - eufonia della Cayenna | - E. violacea maschio. - E. violacea femmina. - E. chlorotica maschio. - E. chlorotica femmina. - E. luteicapilla. - E. musica. - E. gouldi. |

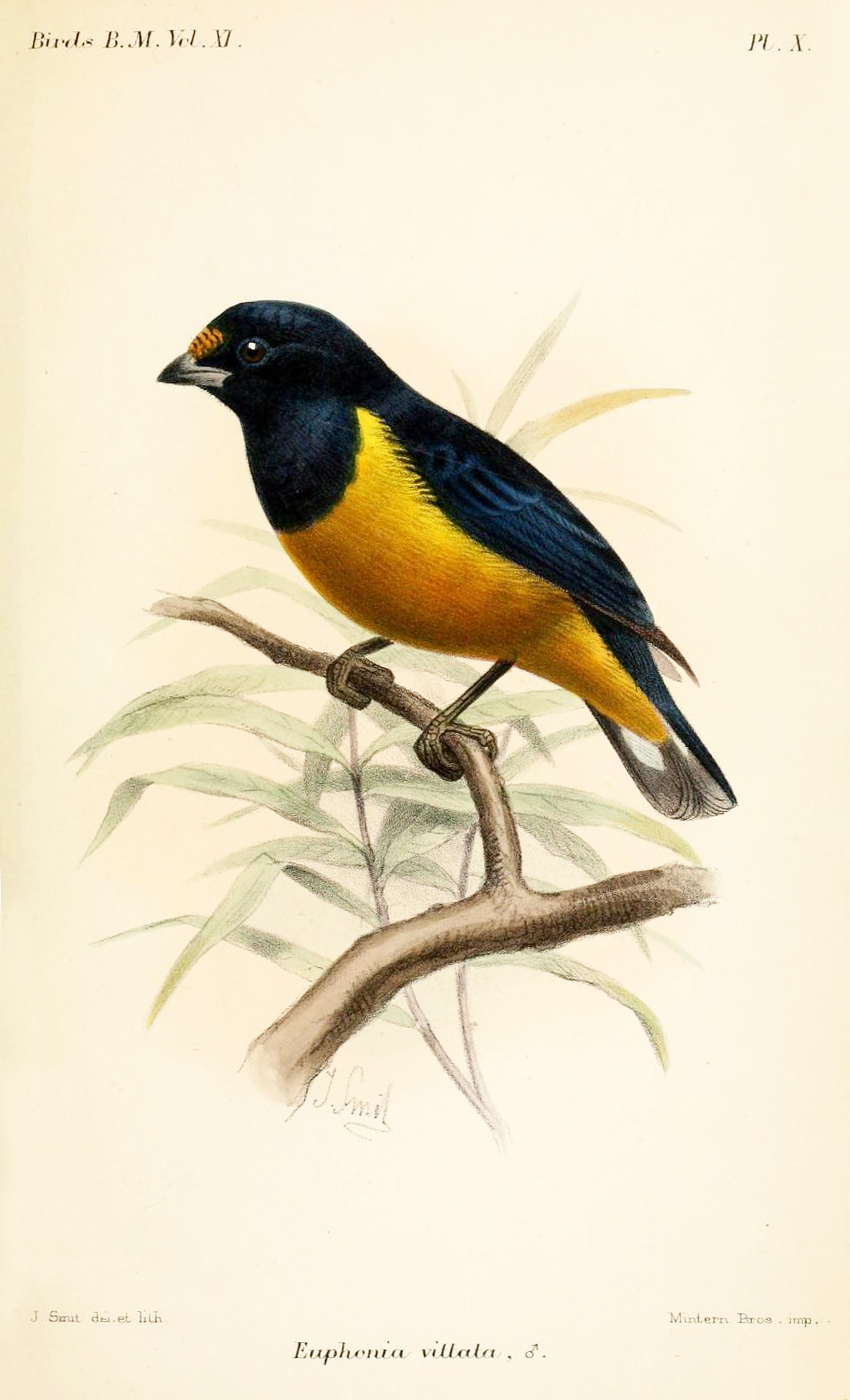
"Euphonia vittata", in realtà un ibrido.

Una ventottesima specie, Euphonia vittata, si è rivelata in realtà un ibrido di eufonia ventrecastano x eufonia rufiventre.
Secondo alcuni autori le tre specie di eufonia munite di colorazione azzurra nella livrea (eufonia groppadorata, eufonia delle Antille ed eufonia monaca) sono geneticamente più affini alle clorofonie che alle altre eufonie, ed andrebbero pertanto ascritte a un proprio genere, Cyanophonia.

Per contro, almeno una specie di clorofonia (la tangara verde nucablu) sarebbe molto affine ad alcune eufonie e si anniderebbe in questo genere, rendendolo pertanto parafiletico.